# Demeter Ágotha
Demeter Ágotha (n. ? 1742, Odorheiu Secuiesc – d. 25 mai 1783, Târgu Secuiesc) a fost un scriitor, dramaturg, călugăr minorit maghiar.